# 페이어잎원숭이
페이어잎원숭이 (Trachypithecus phayrei) 또는 페이어랑구르는 동남아시아에서 발견되는 루뚱원숭이의 일종이다. 이 종의 이름은 아서 펄브스 페이어를 기념하기 위하여 붙여진 이름이다.
이 종은 초기에는 잎원숭이속(Presbytis)에 속한 Presbytis phayrei로 명명되었다. 방글라데시, 인도, 미얀마, 중국, 태국, 라오스 그리고 베트남을 포함한 지역에 분포한다.
이들은 대부분을 나무 위에서 생활하는 수목형 동물이며, 많은 종의 나뭇잎을 먹는다. 인도 트리푸라에서의 연구에 의하면, 이들의 주 먹이는 Albizzia procera, Melocanna bambusoides, Callicarpa arborea, Dillenia pentagyna, Litsea sp., Albizzia lebbek, Mikania scandens, Gmelina arborea, Artocarpus chaplasha, Syzygium fruticosum, Ficus fistulosa, Ficus racemosa, Ficus hispida, Ficus indica. Macaranga denticulata와 Albizzia stipulata 나무의 잎이다.
이 루뚱원숭이는 3종의 아종이 명명되어 있다.:
- T. p. phayrei
- T. p. crepusculus - 별도의 종 인도차이나회색랑구르로 분류하기도 한다.
- T. p. shanicus